# Ratte (aardappel)

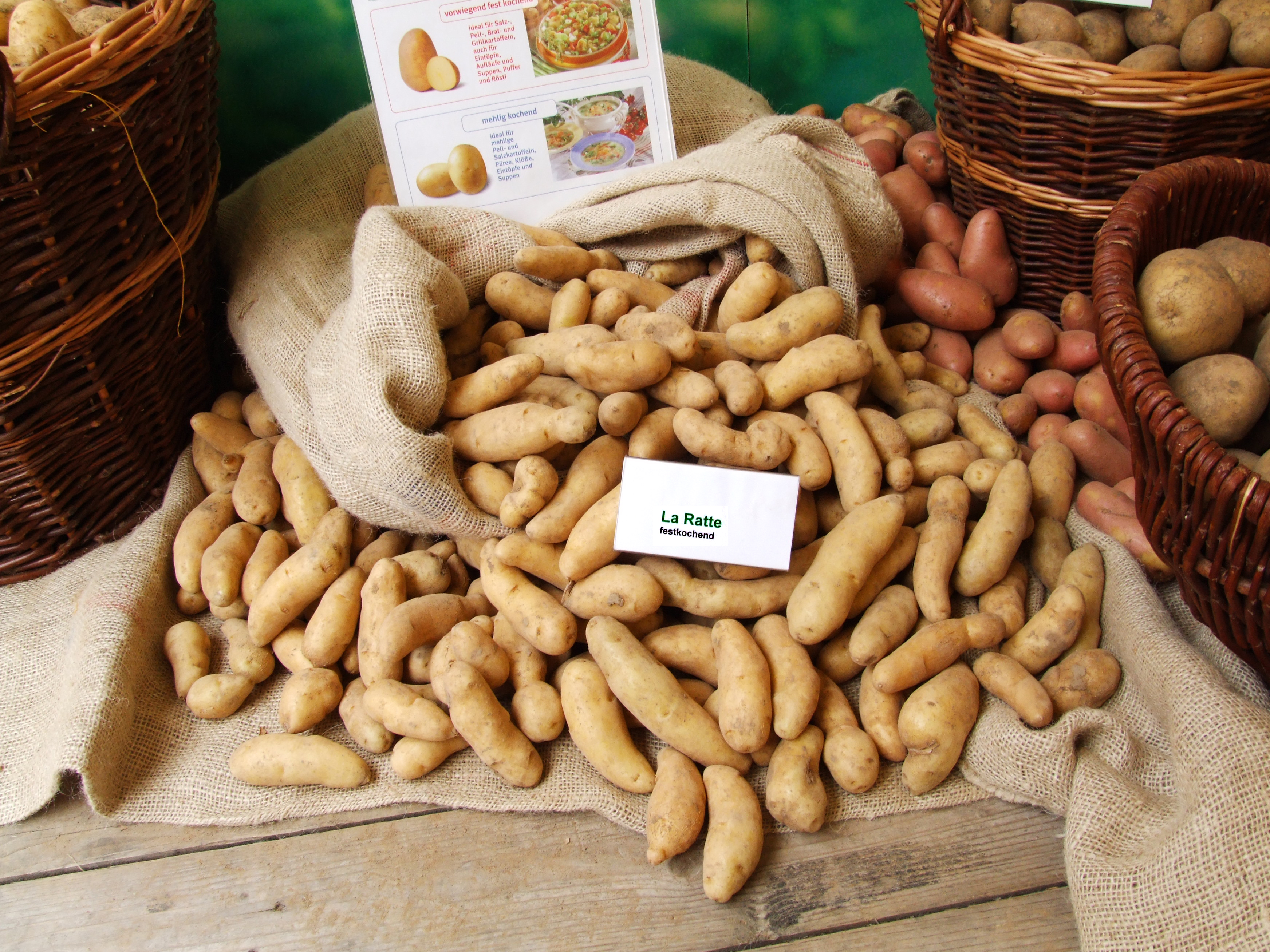

Ratte is een aardappelras uit Frankrijk. Het werd voor het eerst vermeld in de aardappelcatalogi in 1935.
De plant heeft diepgroene ietwat matte bladen. Deze zijn ingedeeld in kleine ovale bladdelen. De bloemen zijn rozig en geven ongewone vruchten. De knollen zijn niervormig en hebben een gele gladde schil. Het vruchtvlees is eveneens geel. Ze hebben oppervlakkige ogen en de scheuten zijn paars. Het ras heeft een matige opbrengst, maar bewaart goed.

## Toepassing
Deze vroege kookvaste aardappel heeft een kastanjeachtige smaak en leent zich uitstekend om te raspen en vervolgens te bakken.